# Renault Medallion
 (avril 2024).
Si vous disposez d'ouvrages ou d'articles de référence ou si vous connaissez des sites web de qualité traitant du thème abordé ici, merci de compléter l'article en donnant les références utiles à sa vérifiabilité et en les liant à la section « Notes et références ».
La Renault Medallion (ou Eagle Medallion) est la version destinée au marché automobile nord-américain de la Renault 21. Elle fait partie de la nouvelle gamme d’AMC (American Motors Corporation) lors de la prise de contrôle de ce constructeur par Renault. Elle fut commercialisée à partir de 1987, distribuée par le réseau AMC-Jeep-Renault et finit sa carrière deux ans plus tard sous le nom de Eagle Medaillon, après le rachat de Renault Amérique par Chrysler. Elle fut fabriquée par l'Usine Renault de Maubeuge.

## Histoire
American Motors Corporation est en difficultés financières à la fin des années 1970 et se cherche un partenaire qui pourrait insuffler du capital et une nouvelle gamme de voitures à son inventaire vieillissant. Renault prend une participation de 50 % dans la compagnie en 1979 et intègre son réseau de concessionnaires à celui de AMC. Renault rend également disponibles ses modèles populaires afin qu'AMC en fasse des versions nord-américaines. AMC vend ainsi un certain temps la Renault 18i Sportwagon (exclusivité US) en même temps que sa AMC Concord. 
Devant la détérioration de la situation au début de la décennie 1980, Renault prend le contrôle d’AMC et introduit une nouvelle gamme destinée à relancer la compagnie, dont en 1983 la Renault Alliance (R9) et en 1984 la Renault Encore (R11). L'Alliance fut nommée voiture de l'année en 1983 par le magazine Motor Trend. Renault mit sur le marché en 1981 la Renault 18. À la même période, 1983, la Renault Fuego avec moteur 1,6 litre et 1,6 litre Turbo fit son apparition. À partir de 1986, la Fuego troque son moteur Turbo contre un 2,2 litres et la Renault 18 familiale devient la Renault Sportwagon 2,2 litres. En 1987, la Medallion est ainsi destinée à remplacer la Renault 18 et la Concord est vendue sous le logo Renault. 
Cependant, la situation ne s'améliorant pas, et Renault éprouvant de sérieux problèmes lui-même en Europe, la vente d’AMC-Jeep-Renault à Chrysler Corporation est décidée. À partir de 1988, la Medallion est vendue en version quatre portes et break ("Station-Wagon"). En 1989, la Medallion devient Eagle Medaillon en version berline uniquement mais la production cesse après 1989, non pas par manque de demandes ni problèmes de fiabilité, mais parce que la française risquait d'entrer en concurrence avec ses modèles « maison » (Dodge, Plymouth et Chrysler).

## Design
Esthétiquement, la Medallion conserve la ligne générale de la Renault 21. Elle en diffère par la couleur des feux arrière, le dessin de la face avant et les pare-chocs aux couleurs de la carrosserie. Ces derniers ayant été modifiés pour répondre aux sévères normes de sécurité nord-américaines, comme ce fut le cas pour l'Alliance (R9), l'Encore (R11), la Renault 18 et la Renault Fuego, autres cousines destinées à ce marché. Comme pour le marché français, elle est disponible en 4 portes (Sedan) et familiale (Station Wagon).
Concernant les caractéristiques particulières de ce modèle, on peut citer un régulateur de vitesse et des crochets de retenue du capot avant en cas de choc, choses que la R21 « française » n'a jamais eues, même si les trous de fixation des crochets étaient bien présents sur tous les modèles à leur sortie des chaînes.

## Motorisation
La Renault Medallion était équipée du « moteur Douvrin » 2,2 litres de 108 ch. Avec sa culasse et son bloc en aluminium, ce moteur à injection multipoint était technologiquement en avance sur le marché nord-américain. Il était couplé à une boîte manuelle 5 vitesses ou automatique à 3 vitesses.

## Niveaux de finition
- DL
- LX (sauf pour le break)